# باتريشيا جاروود
باتريشيا جاروود (بالإنجليزية: Patricia Garwood)‏ هي ممثلة بريطانية، ولدت في 28 يناير 1941 في Paignton ‏ في المملكة المتحدة، وتوفيت في 24 فبراير 2019.

## وصلات خارجية
- باتريشيا جاروود على موقع IMDb (الإنجليزية)
- باتريشيا جاروود على موقع قاعدة بيانات الفيلم (الإنجليزية)